# Juraj Zigman
Juraj Zigman (Rijeka, Hrvatska, 13. travnja 1984.) hrvatski je dizajner i kostimograf. Zigman je 2008. godine osnovao svoj vlastiti brend pod imenom Zigman.

## Životopis
Studij dizajna završio je u Milanu na fakultetu Instituto Europeo di Design. Dizajniranjem odjeće se bavi još od srednje škole.

## Karijera
Dizajnirao je kostime koje su nosile brojne domaće i svjetske pjevačice poput Severine, Christine Aguilere, Tine Vukov, Bebe Rexhe i Jelene Karleuše. Za američku glazbenicu Chloe Bailey dizajnirao je haljinu koju je nosila na MTV Music Awardsu. Lizzo je 2020. godine u Zigmanovoj modnoj kombinaciji otvorila 62. dodjelu glazbene nagrade Grammy.
Zigman je dizajnirao kostim koji je Nina Kraljić nosila na svom nastupu na Pjesmi Eurovizije 2016., a 2021. godine također je dizajnirao i kostim Albine Grčić za Pjesmu Eurovizije 2021.
Godine 2022. i 2023. ostvaruje suradnju s RTL-om te dizajnira maske natjecatelja prve i druge sezone emisije Masked Singer.